# Клирлейк
Клирлейк (англ. Clearlake) — город в округе Лейк, штат Калифорния. Своё название получил в честь озера Клир-Лейк.

## История
Первое почтовое отделение в городе открыто в 1923 году.

## География
Координаты Клирлейка 38°57′30″ с. ш. 122°37′35″ з. д.. По данным Бюро переписи населения США, город имеет общую площадь в 27 км², из которых 26 км² составляет суша и 1,3 км² — водная поверхность.

## Климат
Клирлейк расположен в зоне средиземноморского климата.
| Показатель                    | Янв.  | Фев.  | Март  | Апр. | Май  | Июнь | Июль | Авг. | Сен. | Окт. | Нояб. | Дек.  | Год   |
| ----------------------------- | ----- | ----- | ----- | ---- | ---- | ---- | ---- | ---- | ---- | ---- | ----- | ----- | ----- |
| Абсолютный максимум, °C       | 24,4  | 27,2  | 28,9  | 34,4 | 38,3 | 45,6 | 45   | 44,4 | 43,9 | 40   | 33,3  | 25,6  | 45,6  |
| Средний суточный максимум, °C | 12,5  | 14,4  | 16,6  | 19,8 | 24,6 | 29,6 | 33,9 | 33,4 | 30,2 | 24,4 | 16,9  | 12,7  | 22,4  |
| Средняя температура, °C       | 5,9   | 7,5   | 9,2   | 11,7 | 15,7 | 20,1 | 23,2 | 22,4 | 19,5 | 14,8 | 9,3   | 6,2   | 13,8  |
| Средний суточный минимум, °C  | −0,8  | 0,6   | 1,9   | 3,6  | 6,9  | 10,6 | 12,4 | 11,4 | 8,8  | 5,2  | 1,7   | −0,4  | 5,2   |
| Абсолютный минимум, °C        | −13,3 | −8,9  | −8,3  | −5   | −2,2 | 1,1  | 3,9  | 4,4  | −1,1 | −6,1 | −7,2  | −14,4 | −14,4 |
| Норма осадков, мм             | 163,8 | 150,1 | 115,1 | 43,9 | 28,7 | 5,6  | 0,5  | 2,5  | 10,9 | 36,6 | 89,2  | 151,1 | 698   |
| Источник: Погода и климат     |       |       |       |      |      |      |      |      |      |      |       |       |       |

## Демография

### 2000 год
Согласно Переписи населения 2000 года в Клирлейке проживало 13 142 человека. Плотность населения составила 498,4 чел./км². Было расположено 7 605 единиц жилья со средней плотностью 288,4 чел./км². Расовый состав выглядел следующим образом: 82,4% — белые, 5,2% — афроамериканцы, 2,7% — коренные американцы, 1,1% — азиаты, 0,2% — уроженцы тихоокеанских островов, 3,7% — прочие расы, 4,8% — смешанные расы, 11,0% — латиноамериканцы (любой расы).

### 2010 год
Согласно Переписи населения 2010 года в Клирлейке проживало 15 250 человек. Плотность населения составила 556,5 чел./км². Расовый состав выглядел следующим образом: 73,8% — белые, 4,0% — афроамериканцы, 2,6% — коренные американцы, 1,1% — азиаты, 0,2% — уроженцы тихоокеанских островов, 11,8% — прочие расы, 6,4% — смешанные расы, 21,3% — латиноамериканцы (любой расы).
Результаты Переписи сообщили о 14 790 человек (97% населения), проживающих в домохозяйствах.
В городе было расположено 5 970 домохозяйств. В 1 859 домохозяйствах (31,1%) проживали дети младше 18 лет, 1 957 (32,8%) представляли собой совместно проживающие супружеские разнополые пары, 1 013 (17,0%) — женщины-домовладельцы без мужа, 448 (7,5%) — мужчины-домовладельцы без жены, 650 (10,9%) — однополые пары, не состоящие в браке и 71 (1,2%) — однополые супружеские пары.
3 656 (24,0%) человек был младше 18 лет, 18 528 (10%) — в возрасте от 18 до 24 лет, 3 384 (22,2%) — от 25 до 44 лет, 4 389 (28,8%) — от 45 до 64 лет и 2 293 (15,0%) жителя города были старше 65 лет. Средний возраст горожанина составил 39,9 лет. На 100 лиц женского пола приходилось 99,9 лиц мужского. На 100 совершеннолетних женщин приходилось 96,6 мужчин сопоставимого возраста.